# Bistum Huejutla
Das Bistum Huejutla (lat.: Dioecesis Hueiutlensis, spanisch: Diócesis de Huejutla) ist eine in Mexiko gelegene römisch-katholische Diözese mit Sitz in Huejutla.

## Geschichte
Das Bistum Huejutla wurde am 24. November 1922 durch Papst Pius XI. mit der Apostolischen Konstitution Inter negotia aus Gebietsabtretungen des Bistums Tulancingo errichtet und dem Erzbistum Puebla de los Ángeles als Suffraganbistum unterstellt. Am 27. November 1960 gab das Bistum Huejutla Teile seines Territoriums zur Gründung des mit der Apostolischen Konstitution Cum rectus rerum errichteten Bistums Ciudad Valles ab. Eine weitere Gebietsabtretung erfolgte am 9. Juni 1962 zur Gründung des mit der Apostolischen Konstitution Non latet errichteten Bistums Tuxpan.
Am 25. November 2006 wurde das Bistum Huejutla durch Papst Benedikt XVI. mit der Apostolischen Konstitution Mexicani populi dem Erzbistum Tulancingo als Suffraganbistum unterstellt.

## Bischöfe von Huejutla
- José de Jesús Manríquez y Zárate, 1922–1939
- Manuel Jerónimo Yerena y Camarena, 1940–1963
- Bartolomé Carrasco Briseño, 1963–1967, dann Weihbischof in Antequera
- Serafín Vásquez Elizalde, 1968–1977, dann Bischof von Ciudad Guzmán
- Juan de Dios Caballero Reyes, 1978–1993
- Salvador Martínez Pérez, 1994–2009
- Salvador Rangel Mendoza OFM, 2009–2015, dann Bischof von Chilpancingo-Chilapa
- José Hiraís Acosta Beltrán, seit 2016